# Chad Hennings
Chad William Hennings (* 20. Oktober 1965 in Elberon, Iowa) ist ein ehemaliger US-amerikanischer American-Football-Spieler. Er spielte auf der Position des Defensive Tackles bei den Dallas Cowboys.

## College
Hennings spielte für das College der United States Air Force Academy in Colorado Springs, Colorado. Im letzten Jahr seiner von 1984 bis 1987 andauernden Collegezeit erzielte er 24 Sacks für die Falcons, das Footballteam der Air Force. Wie viele Absolventen der amerikanischen Militärakademien hatte sich Hennings mit dem Studium für eine Militärlaufbahn verpflichtet. Diese hinderte ihn zunächst daran Profifootballer zu werden. Hennings wurde zum Piloten ausgebildet, flog eine A-10 Thunderbolt und war danach auch in England und in der Türkei stationiert. Hennings flog zudem Einsätze im Irak-Krieg. 1992 würde ihm dann die Möglichkeit gegeben seinen Vertrag zu lösen. Wie durch die Cowboys geplant schloss er sich ihnen an.

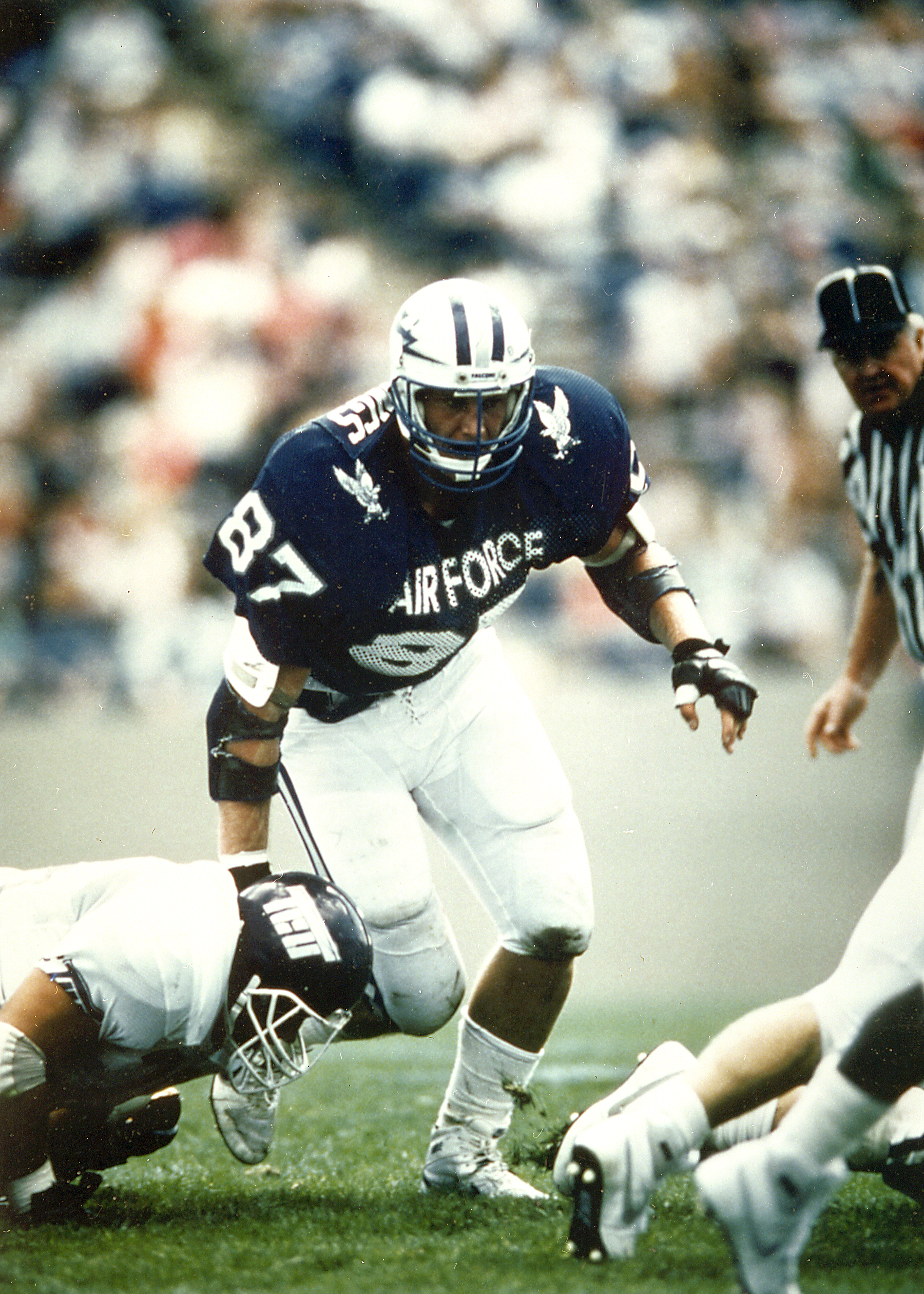
Chad Hennings am College

## Profizeit
1988 wurde Hennings von den Dallas Cowboys in der elften Runde an 290. Stelle der NFL Draft 1988 verpflichtet. Diese späte Verpflichtung machte zunächst deutlich, dass seine Footballkarriere nicht allzu lange dauern wird. Spitzenspieler werden in der Regel am Anfang der Draft verpflichtet. Ein Grund für Hennings die sichere Laufbahn beim Militär vorzuziehen und seine Entlassung nicht zu forcieren. Entsprechend schleppend begann die Footballkarriere von Hennings.
1988 waren die Cowboys von Jerry Jones gekauft worden. Nach Entlassung des Trainers Tom Landry verpflichtete er Jimmy Johnson als neuen Head Coach. Das Ziel der beiden Männer war durch die Verpflichtung junger erfolgshungriger Spieler die Mannschaft der Cowboys, die zu diesem Zeitpunkt das schlechteste Team der NFL waren, zu einem Topteam aufzubauen. Durch die Abgabe von Top Runningback Herschel Walker an die Minnesota Vikings wurden Draftrechte erworben und in den Erwerb neuer Spieler investiert. Im Laufe der nächsten Jahre wurden zahlreiche Schlüsselspieler als Rookies oder von anderen Vereinen verpflichtet – der Passempfänger Alvin Harper,  der Halfback Emmitt Smith, der Fullback Daryl Johnston, der Quarterback Troy Aikman, der Tight End Jay Novacek oder der Offensive Tackle Erik Williams. Darüber hinaus gelang es dem bereits seit 1988 bei den Cowboy spielenden Wide Receiver Michael Irvin einen Kreuzbandriss zu überwinden. Der bereits seit längerer Zeit bei den Cowboys spielende Jim Jeffcoat und der 1992 verpflichtete Safety Darren Woodson halfen aus der Defense ein Bollwerk zu machen. Hennings trug seinen Teil dazu bei. 1992, im für einen Rookie hohen Alter von 27 Jahren, startete auch er seine Profikarriere. Die Cowboys entwickelten sich zu dem dominierenden Footballteam der 90er Jahre.
Hennings hatte überwiegend die Aufgabe die gegnerischen Runningbacks am Vorwärtskommen zu hindern. In zahlreichen Spielsituationen kam er auch als Passverteidiger zum Einsatz und sollte Druck auf den gegnerischen Quarterback ausüben. In seiner gesamten Karriere gelangen ihm 28 Sacks und sechs Fumbles. Einen konnte er sogar zu einem Touchdown seiner Mannschaft verwerten.
Hennings gewann mit den Cowboys insgesamt dreimal die US-amerikanische Meisterschaft im Profifootball – den Super Bowl – im Endspiel 1992/93 Super Bowl XXVII gegen die Buffalo Bills mit 52:17, im Endspiel 1993/94 Super Bowl XXVIII erneut gegen die Mannschaft aus Buffalo mit 30:13 und im Endspiel 1995/96 Super Bowl XXX gegen die Pittsburgh Steelers mit 27:17.
2001 beendete er nach neun Jahren seine Karriere. Er spielte ausschließlich für die Mannschaft der Cowboys.

## Ehrungen
Hennings ist Angehöriger der College Football Hall of Fame. Er gewann 1987 die Outland Trophy, die Auszeichnung für den besten Collegespieler eines Jahrgangs auf der Position eines Defensive Lineman.

## Nach der Karriere
Hennings besitzt und betreibt eine Marketingfirma.